# Troglohyphantes deelemanae
Troglohyphantes deelemanae är en spindelart som beskrevs av Andrei V. Tanasevitch 1987. Troglohyphantes deelemanae ingår i släktet Troglohyphantes och familjen täckvävarspindlar. Inga underarter finns listade i Catalogue of Life.